# عاشورا (مجموعه تلویزیونی)
«عاشورا» با نام کامل «عاشورا: ل ۳۱» یک مجموعه کوتاه تلویزیونی به کارگردانی هادی حجازی‌فر و به تهیه‌کنندگی ابوالفضل صفری و حبیب والی‌نژاد و سجاد نصراللهی‌نسب است که بخشی از مجاهدت‌های حمید و مهدی باکری و شهدای لشگر عاشورا در عملیات‌های خیبر و بدر را به تصویر می‌کشد. این مجموعه ۷ قسمتی پخش خود را از ۲۷ مرداد ماه ۱۴۰۲ ساعت ۲۲ در شبکه یک سیما به صورت هفتگی آغاز کرد. نسخه سینمایی این سریال       «موقعیت مهدی» بود که در چهلمین جشنواره فیلم فجر برنده پنج جایزه، از جمله سیمرغ بلورین بهترین فیلم شد و توانست در اکران، عنوان پرفروش‌ترین فیلم دفاع مقدس تاریخ سینمای ایران را از آن خود کند. این اثر مورد تمجید سید علی خامنه‌ای قرار گرفت.

## خلاصه داستان
مهدی باکری از برادر کوچکترش حمید می‌خواهد علی‌رغم مشکلات و مسائلی که برایش پیش آمده به منطقه جنگی برگردد و در کنار او باشد. حمید خواسته او را می‌پذیرد و با برادرش همراه می‌شود. پس از عملیات خیبر مهدی باکری باید به تنهایی به خانه برگردد اما…

## بازیگران
- هادی حجازی‌فر در نقش شهید مهدی باکری

- ژیلا شاهی در نقش صفیه مدرس، همسر شهید مهدی باکری

- وحید حجازی‌فر در نقش شهید حمید باکری

- معصومه ربانی‌نیا در نقش فاطمه چهل امیرانی، همسر شهید حمید باکری

- وندا جعفری در نقش زهرا باکری، خواهر شهیدان باکری

- وحید آقاپور در نقش جمشید نظمی

- روح‌الله زمانی در نقش خسرو ملازاده

- دانیال نوروش در نقش علی اصغر، شوفر

- روزبه اختری در نقش رسول، رزمنده ترک‌زبان

- مهرداد باقری در نقش مشهدی عبادی

- امیر شمس در نقش رسول نادری

- احمد فرهنگ‌نیا در نقش بختیاری

- میلاد خدادادی در نقش رزمنده لشگر عاشورا

- مهدی ذاکر در نقش ورمزیار

- محمدرضا طاهرنژاد در نقش احمد کاظمی

- وحید حقی در نقش مهندس شنوک

- خالق استواری در نقش رزمنده

- عرفان جوادزادگان در نقش رزمنده

- حسام‌الدین پورمحمدی در نقش رزمنده

- هادی اقدم در نقش مصطفی مولوی

## قسمت‌ها
| شم. در فصل | عنوان                 | کارگردان     | نویسنده                      | تاریخ پخش اصلی |
| ---------- | --------------------- | ------------ | ---------------------------- | -------------- |
| ۱          | «یک قبضه کلت کمری»    | هادی حجازی‌فر | هادی حجازی‌فر و ابراهیم امینی | ۲۷ مرداد ۱۴۰۲  |
| ۲          | «پلیور آبی»           | هادی حجازی‌فر | هادی حجازی‌فر و ابراهیم امینی | ۳ شهریور ۱۴۰۲  |
| ۳          | «علی اصغر»            | هادی حجازی‌فر | هادی حجازی‌فر و ابراهیم امینی | ۱۰ شهریور ۱۴۰۲ |
| ۴          | «من مهدی باکری نیستم» | هادی حجازی‌فر | هادی حجازی‌فر و ابراهیم امینی | ۱۷ شهریور ۱۴۰۲ |
| ۵          | «موقعیت مهدی»         | هادی حجازی‌فر | هادی حجازی‌فر و ابراهیم امینی | ۲۴ شهریور ۱۴۰۲ |
| ۶          | «علی اکبر»            | هادی حجازی‌فر | هادی حجازی‌فر و ابراهیم امینی | ۳۱ شهریور ۱۴۰۲ |
| ۷          | «لباس‌های خیس»         | هادی حجازی‌فر | هادی حجازی‌فر و ابراهیم امینی | ۷ مهر ۱۴۰۲     |